# MOROP
MOROP (нем. MOdellbahn + EuROPe) — европейская ассоциация, объединяющая железнодорожных моделистов и просто любителей железных дорог. MOROP была основана в Генуе в 1954 году. В настоящее время штаб-квартира находится в Берне.

## Члены
В 2006 году MOROP объединила 22 национальные ассоциации из 17 европейских стран, в общей сложности более 30 000 членов.

### Региональные ассоциации
- Австрия:
  - VOEMEC (Verband Österreichischer Modell-Eisenbahn-Clubs / Ассоциация клубов австрийских модельных железных дорог)
- Бельгия:
  - ASBL FEBELRAIL VZW (Fédération des Associations belges d’amis du Rail / Бельгийская федерация ассоциаций друзей железных дорог)
  - 0-FORUM (Fédération Belge du Zéro / Бельгийская федерация типоразмера 0)

- Венгрия:
  - MAVOE (Magyar Vasútmodellezők es Vasútbarátok Országos Egyesülete / Национальная ассоциация венгерских железнодорожных моделистов и друзей железных дорог)
- Германия:
  - ARGE Spur 0 (Internationale Arbeitsgemeinschaft Modellbahnbau Spur 0 e.V. / Международная рабочая группа по строительству модельных железных дорог в типоразмере 0)
  - BDEF (Bundesverband Deutscher Eisenbahn-Freunde / Федеральная ассоциация друзей железных дорог Германии)
  - SMV (Sächsische Modellbahner-Vereinigung e.V. / Ассоциация саксонских железнодорожных моделистов)

- Дания:
  - DMJU (Dansk Model Jernbane Unions / Датский союз железнодорожных моделистов)

- Испания:
  - FCAF (Federació Catalana d’Amics del Ferrocarril / Каталонская федерация друзей железной дороги)
- Италия:
  - FIMF (Federazione Italiana Modellisti Ferroviaire / Федерация итальянских железнодорожных моделистов)

- Норвегия:
  - MJF (Modeljernbaneforeningen I Norge / Норвежская железнодорожная ассоциация)

- Польша:
  - PZMK (Polski Związek Modelarzy Kolejowych i Miłośników Kolei / Польский союз железнодорожных моделистов и любителей железных дорог)

- Румыния:
  - TCR (Tren Clubul Roman / Румынский клуб железнодорожников)

- Словакия:
  - Zvaz modelárov Slovenska, Združenie železničných modelárov Slovenska
- Франция:
  - CDZ (Cercle Du Zéro / Круг Нуля)
  - FFMF (Fédération Française de Modélisme Ferroviaire / Французская федерация железнодорожного моделизма)
  - TDS (Traverses des Secondaires)
- Чешская республика:
  - SMČR, KŽeM CR (Svaz modelářů České republiky, Klub železničních modelářů / Союз моделистов Чешской республики, клуб железнодорожных моделистов)
- Швейцария:
  - SVEA (Schweizerischer Verband Eisenbahn-Amateur / Швейцарская ассоциация любителей железных дорог)

### Клубы
- Люксембург:
  - MBM a.s.b.l. (Modelleisebunn Bassin Minier)

- Нидерланды:
  - TTN (TT Nederland / TT Нидерланды)

### Национальные ассоциации, не являющиеся членами
Не являются членами следующие континентальные европейские национальные ассоциации железных дорог и модельных железных дорог:
- HECH (Verband Historischer Eisenbahnen Schweiz / Ассоциация исторических железных дорог Швейцарии)
- MOBA (Modellbahnverband in Deutschland / Ассоциация модельных железных дорог в Германии)